# 不変量 (物理学)
理論物理学において、不変量 (英: invariant) はある変換の下で変化しない系の性質である。

## 例
ポラリス（現在の北極星）が天球の日周運動の下で不動であることは物理的な不変量の古典的な例である。

物理不変量の別の例として、ローレンツ変換の下での光速や、ガリレイ変換の下での時間が挙げられる。このときの時空変換は異なる観測者の基準系の間のずれに相当する。
ネーターの定理によって、ある変換の下での不変性はある根本的な保存則を表す。例えば、並進の下での不変性は運動量保存則を時間変換の下での不変性はエネルギー保存則を導く。
不変性は現代の物理学において重要であり、多くの理論が対称性および不変性の観点から表現される。 
共変性および反変性はテンソル数学における不変量の数学的性質を一般化したものであり、電磁気学、特殊相対性理論、および一般相対性理論においてよく用いられる。